# کانی علوی

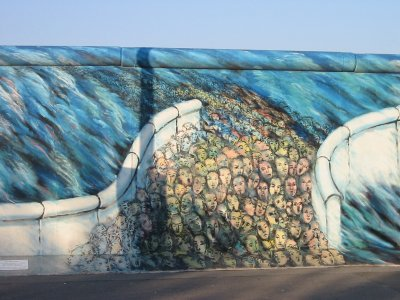
اثر کانی علوی بر دیوار برلین

کانی علوی (زاده ۱۳۳۴ در لاهیجان) هنرمند ایرانی و از نقاشان دیوار برلین است. او در دوران وجود دیوار برلین ساکن بخش غربی دیوار برلین بود در قسمت ایست بازرسی چارلی و با فاصلهٔ ۴ متری از دیوار برلین سکونت داشت و شاهد ریخته شدن این دیوار بود.
جدیدترین پروژه علوی، نقاشی بر دیوار بین کره جنوبی و کره شمالی است. کمی پس از فروپاشی دیوار برلین، دوست اسکاتلندی علوی مقدمات نقاشی او و سایر هنرمندان را بر بخش آلمان شرقی دیوار فراهم کرد.
علوی همچنین مدیریت بخش شرقی نقاشی‌ها و کمپین حفاظت از آن‌ها را برعهده دارد و این قسمت که توسط ۱۱۸ نقاش از ۲۱ کشور انجام شده، «گالری شرقی» نام‌دارد. علوی به‌پاس حفاظت از نقاشی‌های دیوار برلین نشان افتخار شایستگی آلمان را دریافت کرده‌است.